# Флаг Светлановского
Флаг внутригородского муниципального образования муниципальный округ Светла́новское в Выборгском районе города Санкт-Петербурга Российской Федерации — опознавательно-правовой знак, служащий официальным символом муниципального образования и знаком единства его населения.
Флаг утверждён 25 ноября 2009 года и внесён в Государственный геральдический регистр Российской Федерации с присвоением регистрационного номера 5800.

## Описание
«Флаг Муниципального образования муниципальный округ Светлановское представляет собой прямоугольное полотнище с отношением ширины флага к длине — 2:3, воспроизводящее композицию герба Муниципального образования муниципальный округ Светлановское в зелёном, белом и жёлтом цветах».
Геральдическое описание герба гласит: «В зелёном поле с отвлечённым правым боковиком в цвет поля, сплошь покрытым золотыми ветвями дуба с такими же листьями и желудями — серебряная двухъярусная башня, каждый из ярусов которой завершён стенозубчато, с возникающим справа из-за башни в правую перевязь серебряным мечом, рукоятью вверх».

## Символика

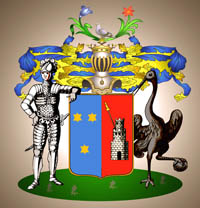
Герб рода Беклешовых

Правый боковик, покрытый золотыми ветвями дуба с такими же листьями и желудями символизируют расположение на территории муниципального образование Светлановское Лесотехнической академии и парка Лесотехнической академии. Одновременно символика служит напоминанием о названии исторической местности Санкт-Петербурга — Лесное. Лесной, исторический район на севере Санкт-Петербурга, между проспектом Энгельса на западе, Манчестерской улицы на севере, проспектом Тореза и улицей Карбышева на востоке, и Новороссийской улицей на юге.
Близ современной площади Мужества в старину располагалась мыза, получившая названия «Спасская» («Спасская мыза», или «Спасская дача»). В начале XIX века хозяином усадьбы становится армейский офицер Иван Иванович Кушелев. После смерти четы Кушелевых имение переходит к их зятю Молчанову, а в 1831 году — к внучке Кушелевых и её мужу Беклешову. Спасская мыза постепенно превращается в дачную местность — «Беклешовский сад (Беклешовка)».
Расцвет Беклешевой мызы приходится на 1870-е годы, а в 1911—1913 годах на её месте построили здание железнодорожной станции Кушелевка.
Герб рода Беклешовых внесён в «Высочайше утверждённую» четвёртую часть «Общего Гербовника дворянских родов Всероссийской империи». Серебряная двухъярусная башня, каждый из ярусов которой завершён стенозубчато, с возникающим справа из-за башни в правую перевязь серебряным мечом, рукоятью вверх — напоминание о местности и усадьбе Беклешовке.
Зелёный цвет — символ радости, жизни, возрождение природы каждую весну. Символ бывшей известной дачной местности — существовавших в начале XX века дачных местностей: Лесное, Сосновка и Удельная. Ныне — символ зелёных насаждений и молодости микрорайонов современных домов, построенных во второй половине XX века.
Белый цвет (серебро) — чистота помыслов, правдивость, невинность, благородство, откровенность, непорочность, надежда.
Жёлтый цвет (золото) — символ божественного сияния, благодати, прочности, величия, солнечного света. Символизирует также могущество, силу, постоянство, знатность, справедливость, верность.